# ザウバー・C20
ザウバー・C20 (Sauber C20) は、ザウバーが2001年のF1世界選手権に投入したフォーミュラ1カー。デザイナーはセルジオ・リンランド。

## 概要
2000年に使用したC19では、フロントノーズの下にサスペンションアームのマウント（キール）を設けず、代わりにモノコックの左右を張り出してアームを支持する「ツインキール」を考案した。C20でもその手法を継続しており、翌2002年にはマクラーレンやアロウズも追随することになる。
フロントウィングはレギュレーション変更により左右部分が50mm高くなったが、ザウバーは3種類を使い分けた。規定範囲外の中央部分がやや垂れ下がったタイプを標準とし、ダウンフォースが必要なサーキットでは中央部分に段差の付いたタイプ、超高速サーキットではフラットなタイプを使用した。
マシンのカラーリングはメインスポンサーであるレッドブルの占有面積が減り、新スポンサーのクレディ・スイスの白色が目立つようになった。ドライバー選考において、レッドブルはテストドライバーのエンリケ・ベルノルディを推薦しており、ザウバーがこれを拒んだことから幾分関係がこじれていた。

## 2001年シーズン
ミカ・サロとペドロ・ディニスがチームを離脱し、ドライバー陣はデビュー2年目となるニック・ハイドフェルドと、ルーキーのキミ・ライコネンという若い組み合わせとなった。
ライコネンはフォーミュラレースの参戦経験がフォーミュラ・ルノーのわずか23戦という無名の存在であり、F1への登竜門とされるF3000やF3でのレース経験もなかった。この異例の抜擢は少なからず物議を醸し、国際自動車連盟 (FIA) から交付されたスーパーライセンスは当初4戦限定で、主催者側が危険と判断すれば即刻取り消しという仮免許だった。しかしライコネンはデビュー戦となったオーストラリアGPで6位入賞、その後に正式なスーパーライセンスも発給され、シーズン序盤にナチュラルな速さでチームメイトを凌ぎ始めるなど9ポイントを獲得し、その天性の速さから一躍シンデレラボーイとなった。
プロストで悲惨なデビューシーズンを過ごしたハイドフェルドも、オーストラリアGPで4位に初入賞すると、第3戦ブラジルGPでは自身初となる3位表彰台を獲得するなど、才能の片鱗を見せた。
若手2人のコンビで不安視されたが、結果的には1993年のデビュー以来最高となるコンストラクターズランキング4位を獲得する大健闘のシーズンとなった。

## スペック

### シャーシ
- シャシー名 - C20
- 材質 - カーボンファイバー・アルミハニカムコンポジット
- タイヤ - ブリヂストン
- ギヤボックス - 7速セミオートマチック

### エンジン
- エンジン名 - ペトロナス01A（実際はフェラーリ製）
- 気筒数・バンク角 - V型10気筒・90度

## F1における全成績
| 年   | No. | ドライバー     | 1   | 2   | 3   | 4   | 5   | 6   | 7   | 8   | 9   | 10  | 11  | 12  | 13  | 14  | 15  | 16  | 17  | ポイント | ランキング |
| 年   | No. | ドライバー     | AUS | MAL | BRA | SMR | ESP | AUT | MON | CAN | EUR | FRA | GBR | GER | HUN | BEL | ITA | USA | JPN | ポイント | ランキング |
| ---- | --- | -------------- | --- | --- | --- | --- | --- | --- | --- | --- | --- | --- | --- | --- | --- | --- | --- | --- | --- | -------- | ---------- |
| 2001 | 16  | ハイドフェルド | 4   | Ret | 3   | 7   | 6   | 9   | Ret | Ret | Ret | 6   | 6   | Ret | 6   | Ret | 11  | 6   | 9   | 21       | 4位        |
| 2001 | 17  | ライコネン     | 6   | Ret | Ret | Ret | 8   | 4   | 10  | 4   | 10  | 7   | 5   | Ret | 7   | Ret | 7   | Ret | Ret | 21       | 4位        |

- ドライバーズランキング
  - ニック・ハイドフェルド 8位
  - キミ・ライコネン 10位